# Cooper T58
Chronologie des modèles (1961)
Cooper T55 Cooper T60
La Cooper T58 est une monoplace engagée en Formule 1 en 1961. Apparue au Grand Prix d'Allemagne 1961, elle est également utilisée en Italie et aux États-Unis, ne terminant aucune de ces trois courses. À son volant, Jack Brabham a réalisé la pole position et le meilleur tour en course à Watkins Glen, avant d'abandonner sur un problème de surchauffe, problème qu'il avait déjà rencontré à Monza.